# Adriaan Bijleveld
Adriaan Bijleveld (Den Haag, 12 maart 1787 – 's-Hertogenbosch, 14 maart 1852) was een Nederlands militair en Ridder in de Militaire Willems-Orde vierde klasse.

## Leven en werk
Bijleveld werd geboren als een zoon van Casparus Bijleveld en Elisabeth Maria van Swieten. Hij doorliep de Artillerie School in Zutphen. Op 29 oktober 1804 werd hij benoemd tot tweede luitenant bij het Korps Rijdende Artillerie. Op 29 oktober 1806 werd Bijleveld eerste luitenant en nam deel aan de veldtocht tegen de Zweden in Pruisen en Zweeds-Pommeren. Op 5 juni 1808 werd hij benoemd tot tweede kapitein. In 1811 kreeg hij het bevel over een batterij in Spanje en trok via Frankrijk en Mainz naar Silezië. Daar werd hij ingedeeld in het cavalerie-korps. Bijleveld werd bij de slag bij Dennewitz in 1813 gewond en gevangengenomen. Voor zijn verrichtingen werd hij onderscheiden tot ridder in het Legioen van Eer. In 1814 werd hij aangesteld als kapitein van de Rijdende Artillerie en nam deel aan de Slag bij Waterloo, waarvoor hij werd onderscheiden tot ridder in de Militaire Willems-Orde vierde klasse. In 1819 werd hij majoor en in 1824 werd hij luitenant-kolonel bij de Rijdende Artillerie. Hij kreeg het bevel over het 3e bataljon van de veldartillerie en werd daarna benoemd tot kolonel. Bijleveld werd op 1 januari 1841 gepensioneerd, waarbij hem de rang van generaal-majoor werd toegekend.
Bijleveld trouwde op 16 november 1820 te 's-Hertogenbosch met jonkvrouw Abdia Aletta Cornelia Bowier (1799-1880). Een broer van Adriaan, Daniel Jan Bijleveld, was de president van de arrondissementsrechtbank van Den Haag. Hij overleed in maart 1852 op 65-jarige leeftijd in 's-Hertogenbosch.

## Ridderordes
- Ridder in de Orde van het Legioen van Eer vanwege zijn verrichtingen tijdens de slag bij Dennewitz[1][4]
- Ridder in de Militaire Willems-Orde vanwege zijn verrichtingen tijdens de Slag bij Waterloo[1][4]
- Ridder in de Orde van de Nederlandse Leeuw[2][4]